# St. Dorothea, Wenzel und Stanislaus (Breslau)

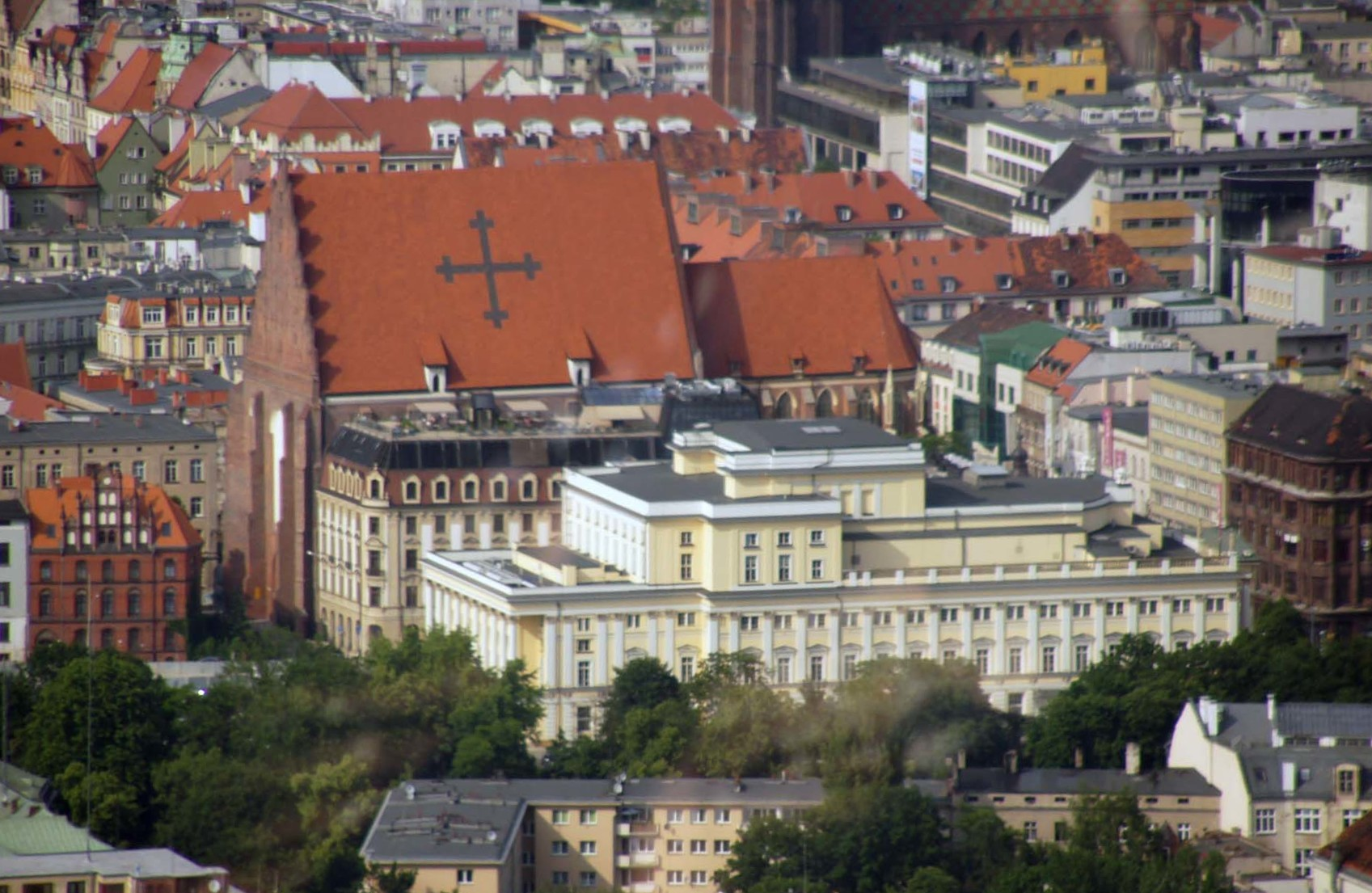
Gesamtansicht der Kirche

Die Kirche St. Dorothea, Wenzel und Stanislaus, früher kurz St. Dorothea oder Dorotheenkirche genannt, ist ein der katholischen Kirche unterstehender gotischer Sakralbau des 14. Jahrhunderts. Sie steht an der Ulica Świdnicka (deutsch Schweidnitzer Straße) im Breslauer Stadtbezirk Stare Miasto (Altstadt), nahe der Oper.

## Architektur und Ausstattung

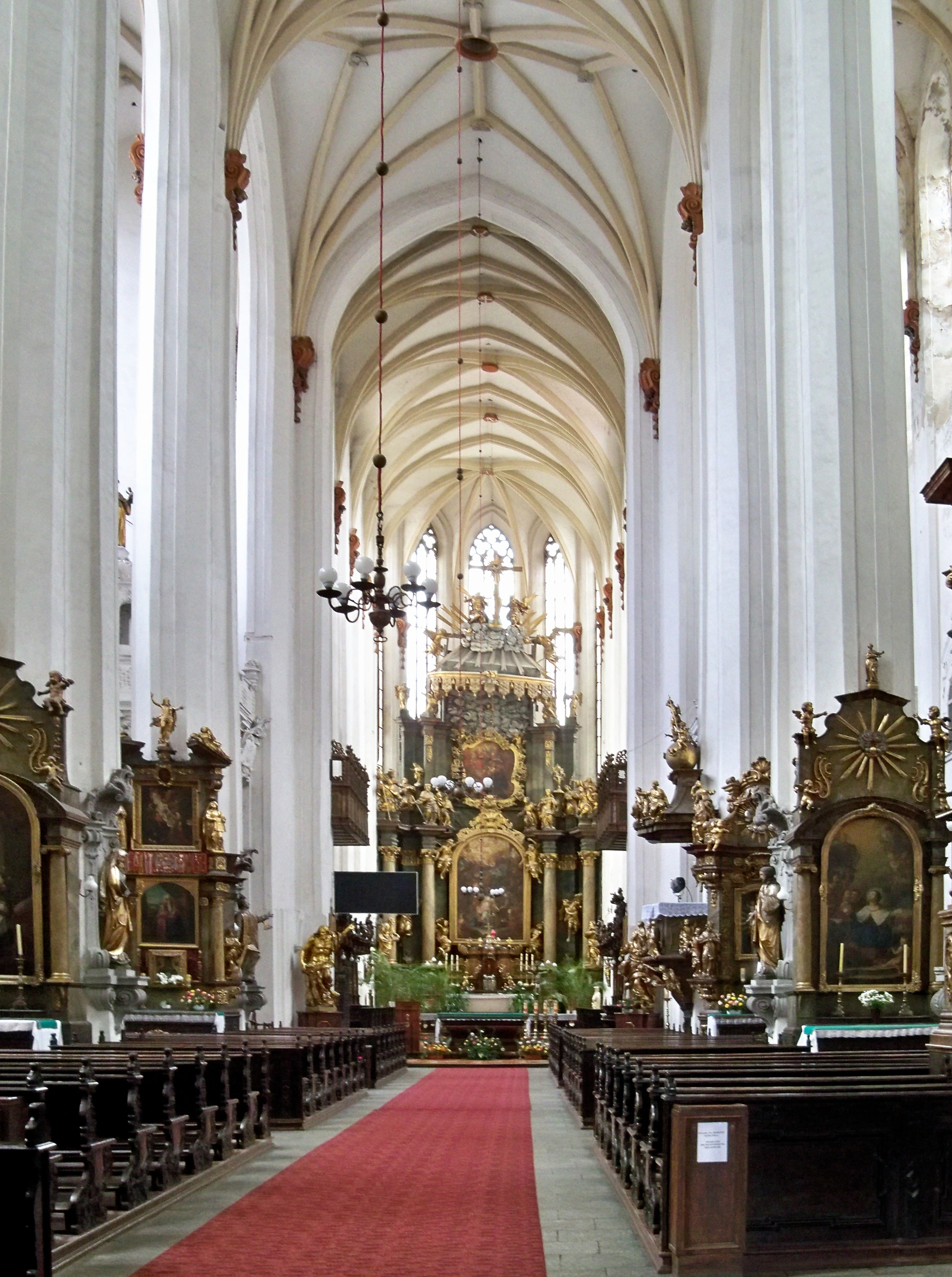
Blick ins Innere

Das ursprünglich als Klosterkirche errichtete Backsteingebäude stammt aus der zweiten Hälfte des 14. Jahrhunderts. Im Jahr 1381 war der einschiffige Chor vollendet, 1401 das dreischiffige Langhaus. Die Gesamtlänge beträgt 83 m. Die Herz-Jesu-Kapelle wurde 1680 gebaut.
Die Bausubstanz des ursprünglichen Gebäudes hat im Laufe der Jahrhunderte gelitten. Die Dorotheenkirche wurde mehrmals beschädigt, stand jahrzehntelang leer oder war, zweckentfremdet, dem Verfall preisgegeben, wurde jedoch immer wieder hergestellt. 1448 stürzte ein Teil der Kirche ein. Die ab 1534 leerstehende Klosteranlage und ihre Kirche wurden bis 1610 vom Rat als Arsenal genutzt und 1686 durch einen großen Brand zerstört. Im Siebenjährigen Krieg diente die wieder aufgebaute Kirche als Gefangenenlager und war nach der Säkularisation Teil des in den Klostergebäuden untergebrachten königlich preußischen Inquisitoriats (Untersuchungsgefängnis).

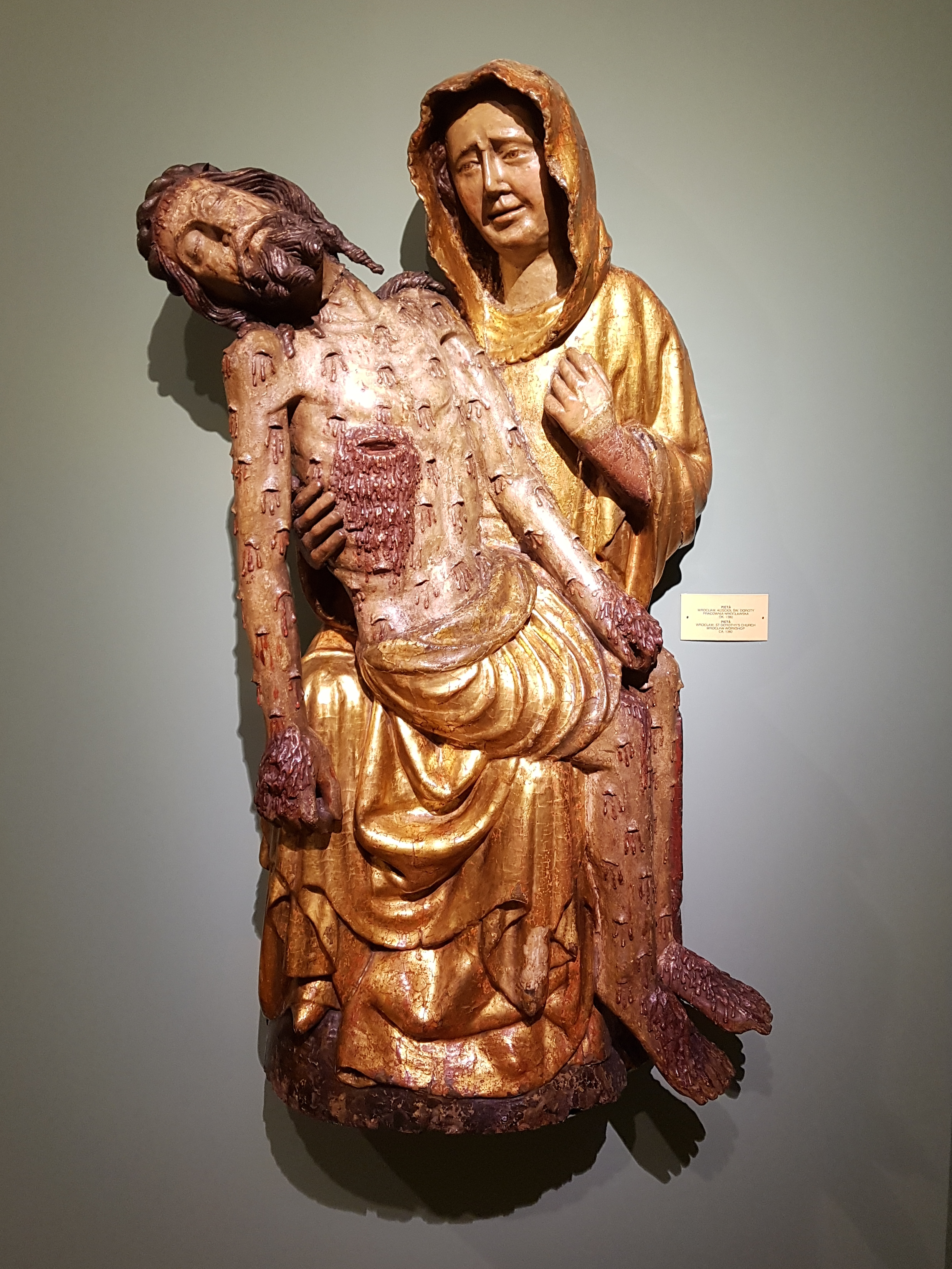
Hölzerne Christusdarstellung aus der Dorotheenkirche, um 1360 (Nationalmuseum Breslau)

Das Innere der Kirche wurde im Laufe des nach dem großen Brand von 1686 noch im selben Jahr begonnenen Wiederaufbaus im Stil des Barock umgestaltet und ausgeschmückt.
Der barocke Hochaltar aus dem Jahr 1710 zeigt Bilder der Heiligen Dorothea und die Vision des Hl. Franziskus. Außerdem befinden sich in der Kirche zwei Holzskulpturen aus dem Jahr 1700. Sie stellen Johannes den Täufer und den Evangelisten Johannes dar. Beide stammen vermutlich vom Bildhauer Georg Leonhard Weber aus Schweidnitz. Das hölzerne Chorgestühl stellt Bilder aus dem Leben des heiligen Franziskus dar. Das Grabdenkmal des Freiherrn Gottfried von Spätgen stammt aus dem Jahr 1753 und wurde vom Bildhauer Franz Joseph Mangoldt im Stil des Rokoko entworfen.

## Geschichte

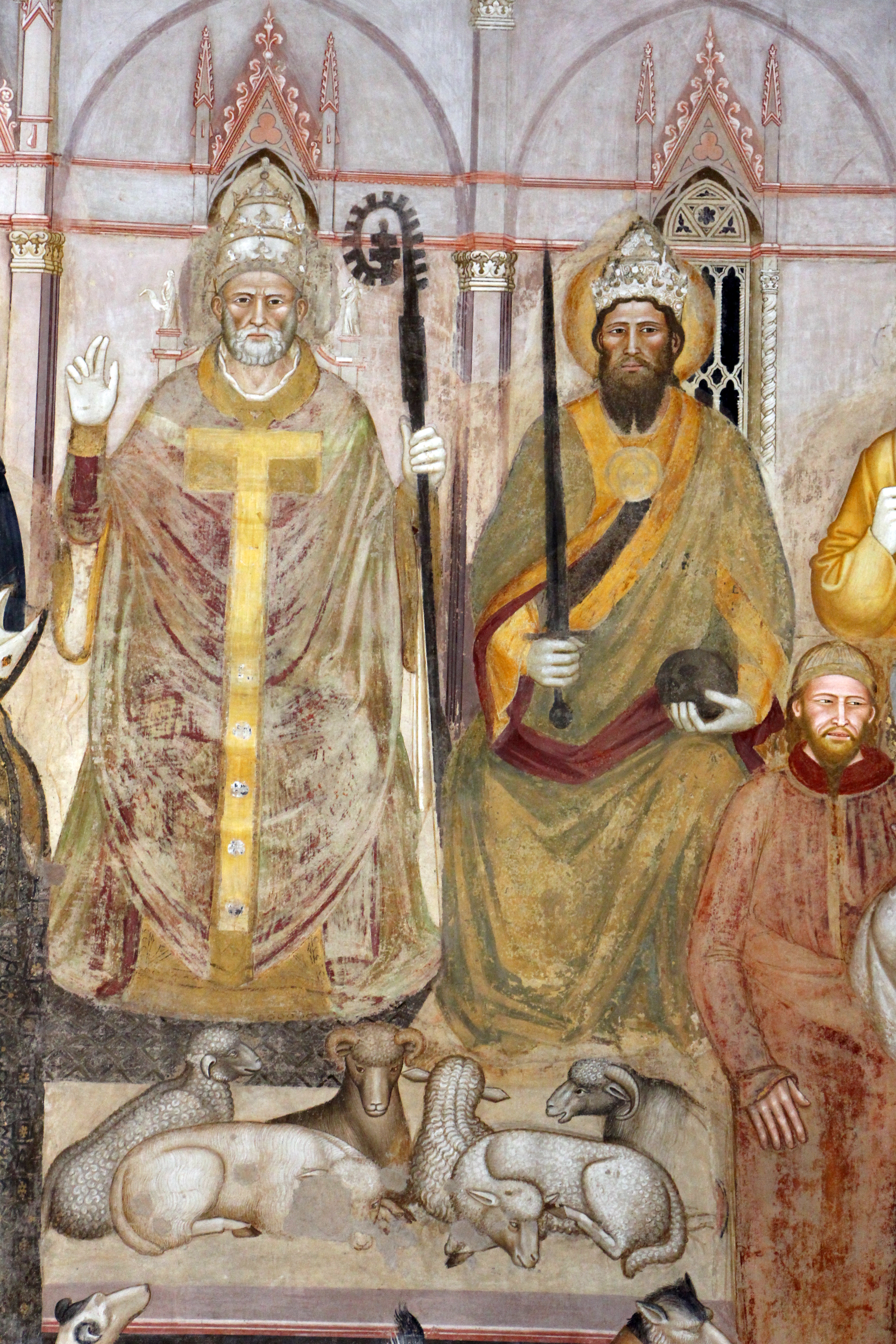
Papst Innozenz VI. und Kaiser Karl IV. Fresko von Andrea da Firenze, um 1365, Santa Maria Novella, Florenz

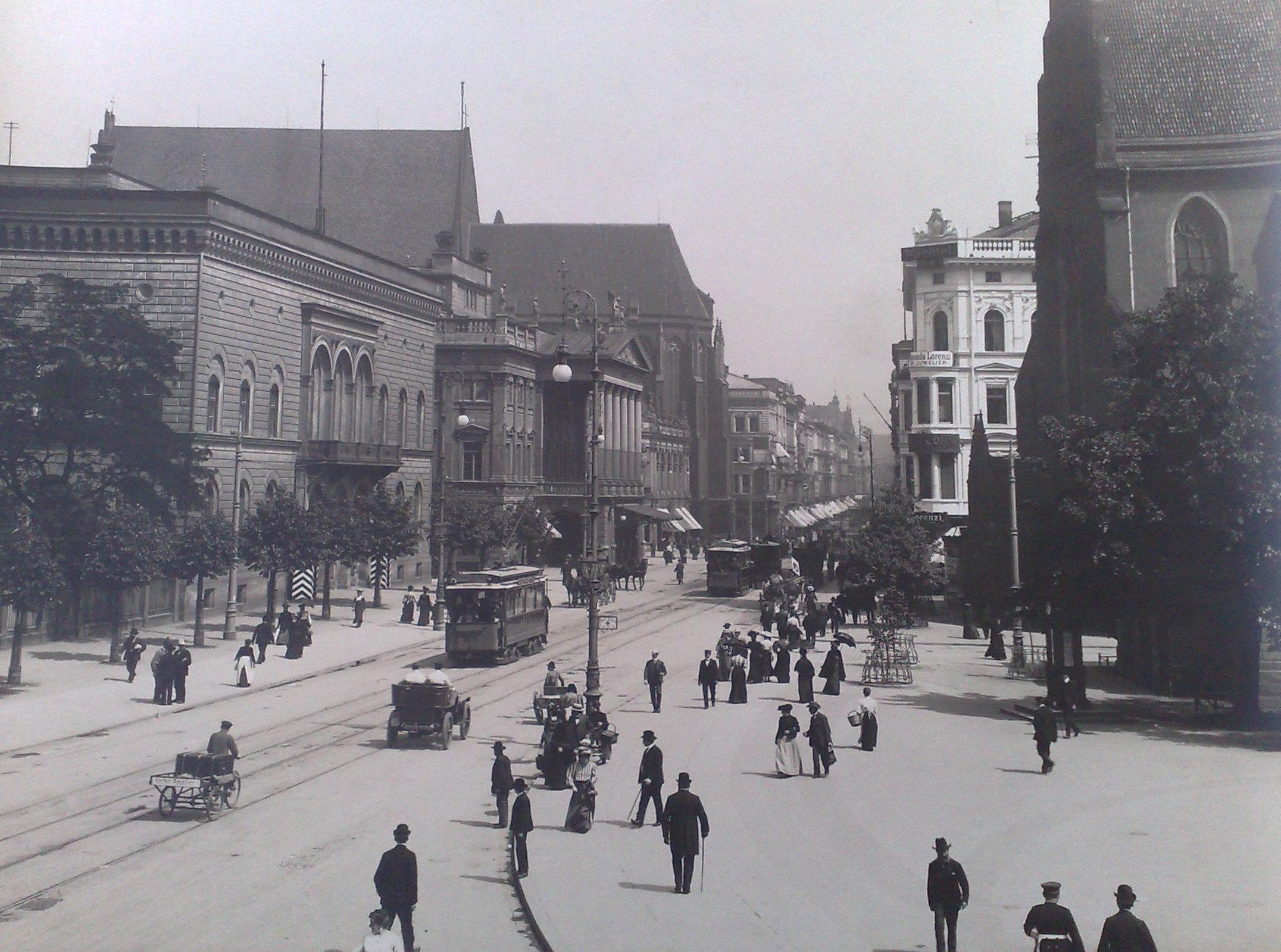
Die Schweidnitzer Straße um 1906 mit der Kirche St. Dorothea, Wenzel und Stanislaus im Hintergrund links

Nach den beiden verheerenden Großbränden der Jahre 1342 und 1344 ließ König Karl I., von Böhmen (der spätere Kaiser Karl IV.) im Zuge des Wiederaufbaus der damals unter böhmischer Hoheit stehenden Stadt jenseits der Ohle im Süden Breslaus einen neuen Stadtteil anlegen. Im Jahr 1351 unterzeichnete er eine 1354 von Papst Innozenz VI. bestätigte Stiftungsurkunde für ein dort zu gründendes Kloster und eine Kirche. Als Kirchenpatrone bestimmte er den böhmischen Landesheiligen Wenzel, Stanislaus von Krakau und Dorothea von Cäsarea. Im Volk setzte sich bald die Bezeichnung Dorotheenkirche durch.
Das Kloster und die Kirche wurden zunächst vom Augustinerorden genutzt. 1530 zogen die Mönche aus und wurden durch die Franziskaner ersetzt. Im Zuge der Reformation und der sinkenden Anzahl von Mönchen wurde das Gebäude am 20. Oktober 1534 der Stadt übergeben, die es daraufhin als Lagerhalle nutzte.
In den darauffolgenden Jahren wurde versucht, ein Jesuitenkolleg in der Kirche einzurichten, was aufgrund von Personalmangel aber scheiterte. 1613 gab Kaiser Matthias die Kirche an die Minoriten zurück. Im Februar 1615 bezogen diese das Gotteshaus. 1810 kam es zur Säkularisation der Kirche, und das Minoritenkloster wurde geschlossen.
Die Klosteranlage wurde 1817 vom königlichen Inquisitorat bezogen. 1852 wurden die Gebäude abgerissen. Heute steht hier das Hotel Monopol.
Während der Schlacht um Breslau wurde die Kirche nur leicht beschädigt. Zuletzt gehörten 7.400 Menschen zur Gemeinde. Letzter deutscher Pfarrer war Alfons Härtel.